# سیلویا میلل‌کام
سیلویا میلل‌کام (هلندی: Sylvia Millecam; ۲۳ فوریهٔ ۱۹۵۶ – ۱۹ اوت ۲۰۰۱) هنرپیشه، کمدین اهل هلند بود.
از فیلم‌ها یا برنامه‌های تلویزیونی که وی در آن نقش داشته‌است می‌توان به هکتور اشاره کرد.